# سوق الصباغين

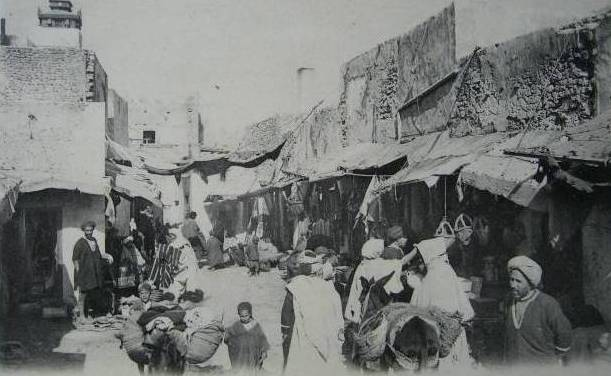
سوق الصباغين

سوق الصباغين أو سوق الدباغين واحد من أقدم أسواق المدينة العتيقة بصفاقس.

## الموقع
يمتد سوق الصباغين من شمال المدينة العتيقة إلى جنوبها رابطا سوق الحدادين بسوق الربع. قديما، كانت رحبة الذبح تجاوره قديما.
و هو يمثل امتدادا لسوق الربع في آتجاه باب الجبلي.

## هندسته
يتفرع سوق الغزل (أو ما يسمى بسوق الطعمة حاليا) من جهته الشمالية الغربية، في حين يوجد بجهته الجنوبية الشرقية سوق البلاغجية (أو سوق العقبة).

## التسمية
حسب بوبكر عبد الكافي، فإن سوق الصباغين جمع بين صناع الصباغ والدبغ. إلا أنه في نفس الوقت كان شديد الارتباط بأسواق أخرى كانت مغذية لصناعته بالأساس مثل سوق الغزل الذي اختص في إنتاج الصوف و الكتان والقطن، حتى يتم صبغها ومن ثم نسجها. مثال آخر هو سوق العقبة (أو سوق البلاغجية) الذي كان المستهلك الأول لما يدبغ من الجلود لصناعة الأحذية. و هذه الجلود كان مصدرها الأساسي ربحة الذبح المجاورة شرقا. و المنتوجات النهائية لكل هذه الأسواق كانت تعرض للبيع بسوق الربع.

## تاريخه
عند تأسيسه، كان سوق الصباغين عبارة عن مجموعة معامل صباغة في أوله وأخرى للدباغة في آخره، وبين الإثنين مجموعة حوانيت تزود هذه المصانع بلوازمها أو لوازم الحياة اليومية (غرابل، مناخل, درابك، الخ). كل هذا التنوع جعل منه نقطة حساسة بالمدينة كثيرة الحركة، دائمة النشاط ومقصودة من كل أنواع المتساكنين حسب حاجتهم.
حسب بعض الوثائق من الإحتلال الفرنسي, فإن الصباغين لم يحترموا حدود سوقهم وكانوا منتشرين بكامل أنحاء المدينة خاصة شرقها وبجوار سوق الحبوب القديم.
في الوقت الحالي، لم يبق من سوق الصباغين سوى سوق الغزل الذي حافظ على طابعه الأصلي إضافة إلى بعض صناعات الجلود (درابك، غرابل, أحذية، دلاء), في حين تحولت صناعة الصباغة إلى خارج أسوار المدينة العتيقة وانتقل بيع الجلود إلى المسلخ البلدي.